# Henry Wong
Henry Wong (李 健良?, Li Jianliang) è un personaggio immaginario di Digimon Tamers, la terza stagione dell'anime dedicato all'universo di Digimon.
Il suo Digimon partner è Terriermon. Henry è un ragazzo noto per la sua calma, la sua presenza di spirito e l'attitudine alla pace.
Henry è doppiato in giapponese da Mayumi Yamaguchi e in italiano da Lorenzo De Angelis.

## Digimon Tamers
Henry è il terzogenito della sua famiglia, infatti ha una sorella più piccola, Suzie, ed un fratello ed una sorella più grandi, Rinchei e Jaarin.
Henry è per metà cinese e per metà giapponese: suo padre Janyu è infatti di origini cinesi, mentre sua madre Mayumi è giapponese. Così come lo è stato in passato suo padre, Henry è uno studente di Tai Chi, uno stile di combattimento che successivamente gli sarà molto utile in combattimento quando biodigievolverà con Terriermon in MegaGargomon. Poco dopo la nascita di Guilmon, Henry incontra Takato Matsuki a scuola e lo aiuta diverse volte quando Guilmon è in pericolo e spesso è colui che riesce a mantenere maggiormente la calma in questo tipo di situazioni.
Henry diventa un Domatore quando Terriermon, inizialmente un personaggio di un suo videogioco, digievolve Gargomon e perde il controllo. Henry capisce che Terriermon non era ancora pronto alla Digievoluzione ed è costretto a vedere il suo Digimon ridotto allo stremo delle forze. Desideroso di fare qualcosa, Henry trova una Carta Blu nel suo mazzo e la usa nel suo lettore di carte, che istantaneamente si trasforma in un Digivice D-Arc, mentre Terriermon fuoriesce dallo schermo del computer. Henry capisce che i Digimon esistono davvero e si rende conto di aver ferito ed eliminato moltissimi Digimon giocando al suo gioco, quindi promette di non fare mai più lottare Terriermon. All'inizio della storia, infatti, Henry è spesso riluttante in battaglia e si rifiuta di far assorbire a Terriermon i dati dei Digimon sconfitti. Questi suoi timori svaniscono definitivamente nell'episodio "Combo, la tecnica combinata", in cui, per salvare una bambina minacciata da Musyamon, è costretto a far digievolvere nuovamente Terriermon in Gargomon. Tuttavia, in quell'occasione il suo Digimon mantiene perfettamente il controllo delle sue azioni e sconfigge con successo il Digimon selvaggio. In seguito a questi avvenimenti, Henry capisce che ci sono battaglie che devono essere combattute comunque.
Henry viene visto spesso nelle vesti di fratello maggiore molto protettivo con Suzie, rifiutandosi di permetterle di seguirlo in cose pericolose, anche ricorrendo alla forza in caso di bisogno. Scherza spesso con Terriermon sul suo essere il giocattolo preferito di Suzie, poiché, per un lungo periodo, Henry era stato costretto a nascondere l'esistenza di Terriermon alla sua famiglia, raccontando loro che il suo Digimon era in realtà un pupazzo di pezza. Grazie all'aiuto e alla cordialità dimostrata subito nei loro confronti, Henry diventa molto presto amico di Takato e Guilmon. Di tutti i Domatori, Henry è l'unico ad aver dato un'occhiata a Digiworld prima del loro effettivo viaggio in quella dimensione nell'episodio "Si parte per Digiworld". Riesce infatti a vedere Digiworld per come appare veramente giocando al suo videogioco, prima di diventare un Domatore. Inoltre, la sua stanza è tappezzata con equipaggiamento informatico ed in diversi episodi si può notare la scansione della rete da parte del ragazzo per reperire maggiori informazioni sui Digimon. Può quindi essere considerato l'esperto informatico del gruppo.
Come Domatore, Henry spesso si preoccupa molto per Terriermon e si sforza di non essere avventato nell'usare le Carte per la Digimodifica. Quando Henry non riesce ad ottenere informazioni sul primo Deva che il gruppo incontra nell'episodio "Evoluzione del Domatore", si rifiuta di digimodificare Gargomon senza prima sapere quale carta possa essere più utile. Nell'episodio "Rivelazioni dal passato", Henry riceve in regalo da Kenta una carta apparentemente inutile ed inedita, la quale strisciata nel suo D-Arc si trasforma istantaneamente in una Carta Blu. La carta gli tornerà utile nel combattimento contro altri due Deva, Pajiramon e Vajramon, i quali in un'occasione sono sul punto di avere la meglio su Gargomon e Renamon. Henry è ancora titubante riguardo alla Digievoluzione, ma decide di agire per il bene di tutti e permette a Gargomon di matrixdigievolvere Rapidmon, sconfiggendo Pajiramon definitivamente.
Nell'episodio "Lo scontro con Zhuqiaomon", il gruppo si ritrova ad affrontare Zhuqiaomon, uno dei Digimon Supremi ed emissario dei Deva. Zhuqiaomon è un Digimon di livello mega ed è quindi potentissimo, tanto che le forme di livello evoluto di Takato, Henry e Rika, rispettivamente WarGrowlmon, Rapidmon e Taomon, non gli arrecano alcun danno. Inoltre, il Digimon di Henry è gravemente ferito per aver salvato in precedenza Suzie e Lopmon da un attacco di Caturamon, tanto che rischia di compromettere i propri dati. Henry, troppo preoccupato per la sorella per accorgersi della cosa, rimane sconvolto quando vede Terriermon in fin di vita. Ciò gli fa comprendere i propri errori e chiede scusa a Terriermon, che tuttavia lo ha già perdonato. Desiderosi di sconfiggere Zhuqiaomon e di tornare nel mondo reale, i due biodigievolvono MegaGargomon e mettono temporaneamente fuori combattimento il Digimon Supremo.
Nella battaglia con il D-Reaper, MegaGargomon sarà fondamentale per sconfiggere diversi Agenti del D-Reaper. Nella sua battaglia finale, sarà impegnato a combattere il Cable Reaper, che infine verrà ritrasportato a Digiworld dai Digimon Supremi. Nell'ultimo episodio della serie, "La vittoria dei Digimon Tamers", MegaGargomon è fondamentale per sconfiggere il D-Reaper. Grazie al caricamento del programma Shaggai nella memoria di Terriermon da parte del padre di Henry, MegaGargomon, girando vorticosamente all'interno del Digivarco che collega il D-Reaper presente a Digiworld con quello bioemerso nel mondo reale, riesce ad invertirne la rotazione e a ritrasformare il D-Reaper al suo stato primordiale di programma inoffensivo. Il Digimon quindi regredisce a causa della fine dell'effetto della Carta Rossa ideata da Shibumi per permettere ai Digimon biodigievoluti, Gallantmon, MegaGargomon, Sakuyamon e Justimon, di mantenere le loro forme biodigievolute all'interno del D-Reaper. Il gruppo è intrappolato all'interno del D-Reaper, ma Kazu, Guardromon, Kenta, MarineAngemon e Lopmon li raggiungono, liberandoli dall'entità digitale grazie all'Amore Oceanico di MarineAngemon. Il gruppo ha vinto e sembra riunito, ma i Digimon, a causa di un effetto collaterale di Shaggai, devono tornare a Digiworld. Tristemente, Terriermon regredisce al suo livello primo stadio, Gummymon, ed il padre di Henry spiega che i Digimon dei Domatori devono ritornare al loro luogo di provenienza. Henry inizia a piangere e sente che nulla sarà più lo stesso. Gummymon, dopo aver raccomandato ad Henry di pensare al lato positivo della cosa con uno dei suoi "Momentai", vola via dalle braccia di Henry nonostante le sue proteste e la sua tristezza, insieme a tutti gli altri Digimon. Nonostante non condivida il comportamento di suo padre, Henry lo perdona, facendolo scoppiare in lacrime, dimostrando ancora una volta, persino in un momento triste come quello, la sua maturità.

### The Adventurers' Battle
Henry e Terriermon vanno con Takato e Guilmon ad Okinawa per le vacanze estive. Henry ci è andato per vedere la meteora che è atterrata vicino alle isole e, dopo essere ritornato in albergo con le foto della sua escursione, viene contattato da suo padre. Il signor Wong gli dice che le reti di comunicazione di Tokyo sono in procinto di andare completamente in tilt e proprio in quel momento il telefono diventa muto. Henry vede un Ebidramon in procinto di attaccare una nave e fa digievolvere Terriermon in Gargomon per combatterlo. Successivamente, i due vengono prelevati da Omnimon e trasportati, insieme a Rika e Kyubimon, ai Laboratori VP, dove Takato e Growlmon sono impegnati a combattere il vero nemico: Mephistomon. Henry è presente quando la battaglia continua in una dimensione alternativa, in cui Mephistomon riformatta i propri dati diventando Gulfmon, dove WarGrowlmon, Rapidmon e Taomon creano l'attacco Trinity Burst (Esplosione della Trinità) e sconfiggono Gulfmon.

### Runaway Digimon Express
Ambientato sei mesi dopo la sconfitta del D-reaper, grazie al desiderio di Takato, tutti i domatori si sono ricongiunti con i loro digimon. Henry è a bordo di una metropolitana con Terriermon, Suzie e Lopmon quando Locomon arriva nel mondo reale. Poiché i treni sono ormai inservibili, Henry, Suzie ed i loro partner devono attraversare la città a piedi. Dopo aver lasciato Suzie al sicuro ed aver accidentalmente preso Lopmon con sé anziché Terriermon, il ragazzo incontra Kazu, Kenta ed i loro partner, impossessandosi poi di un treno abbandonato per raggiungere Locomon. Sulla strada per il combattimento, Henry riesce a scambiare nuovamente Lopmon con Terriermon, che nel frattempo era rimasto con Suzie. Henry biodigievolve con Terriermon in MegaGargomon per combattere i Parasimon che si manifestano in massa a Shinjuku. Dopo la vittoria dei Domatori e la sconfitta dei Parasimon, Henry partecipa alla festa di compleanno di Rika.

## Character song
Henry dispone di una image song personale presente nel CD "Best Tamers 3": è "Mirai" ("Futuro"). In "Best Tamers 3", Henry duetta con Terriermon in "Boku no Tomodachi" ("Amico mio"). Henry canta inoltre due canzoni con Takato e Rika, "3 Primary Colors" ("3 colori primari") e "Santamon o Sagase!!" ("Alla ricerca di Santamon!!"), ed un'altra nell'interpretazione dei personaggi maschili di "The Biggest Dreamer" (la versione giapponese della sigla iniziale di Tamers) presente nel CD memorial "WE LOVE DIGIMON MUSIC" ("AMIAMO LA MUSICA DI DIGIMON").